# The Singles Collection 1962–1970
The Singles Collection 1962–1970 is een boxset van de Britse band The Beatles. Het album werd uitgebracht door EMI nadat het contract van de band met de platenmaatschappij in januari 1976 afliep. Op de boxset zijn alle 22 singles van de band die in het Verenigd Koninkrijk werden uitgebracht te vinden. Deze singles werden tussen oktober 1962 en maart 1970 uitgebracht op de labels Parlophone en Apple. Ook was een nieuwe single op de boxset te vinden: "Yesterday" stond op de A-kant, terwijl "I Should Have Known Better" de B-kant bezette.
Het project ontstond na het succes van de compilatiealbums 1962-1966 en 1967-1970, waarop alle singles van de band al te vinden waren. Binnen een maand na de uitgave van The Singles Collection 1962–1970 waren al meer dan een miljoen singles verkocht. Alle singles kwamen opnieuw de Britse UK Singles Chart binnen, waarbij "Yesterday" met een achtste plaats de hoogste piekpositie had. Gedurende een week in april 1976 stonden alle 23 singles bij de bovenste 100 noteringen in de hitlijst, iets wat geen enkele artiest eerder lukte.
In december 1982 werd de boxset voor het eerst opnieuw uitgebracht onder de naam The Beatles Singles Collection. Op deze boxset stonden ook drie singles die na maart 1976 werden uitgebracht: "Back in the U.S.S.R.", "Sgt. Pepper's Lonely Hearts Club Band"/"With a Little Help from My Friends" and "The Beatles' Movie Medley". Op 22 november 2019 bracht Apple Records de boxset The Singles Collection uit, die bestaat uit vinylversies van alle originele Beatles-singles. De boxset bevat dezelfde 22 Britse singles als de originele boxset, terwijl "Yesterday" werd vervangen door de dubbele A-kant "Free as a Bird"/"Real Love".

## Tracks
Alle singles zijn oorspronkelijk uitgebracht door Parlophone, met uitzondering van "Hey Jude" tot en met "Let It Be", uitgebracht door Apple Records.
| A-kant single                            | Releasedatum     |
| ---------------------------------------- | ---------------- |
| "Love Me Do"                             | 5 oktober 1962   |
| "Please Please Me"                       | 11 januari 1963  |
| "From Me to You"                         | 12 april 1963    |
| "She Loves You"                          | 23 augustus 1963 |
| "I Want to Hold Your Hand"               | 29 november 1963 |
| "Can't Buy Me Love"                      | 20 maart 1964    |
| "A Hard Day's Night"                     | 10 juli 1964     |
| "I Feel Fine"                            | 27 november 1964 |
| "Ticket to Ride"                         | 9 april 1965     |
| "Help!"                                  | 23 juli 1965     |
| "We Can Work It Out"/"Day Tripper"       | 3 december 1965  |
| "Paperback Writer"                       | 10 juni 1966     |
| "Eleanor Rigby"/"Yellow Submarine"       | 5 augustus 1966  |
| "Strawberry Fields Forever"/"Penny Lane" | 17 februari 1967 |
| "All You Need Is Love"                   | 7 juli 1967      |
| "Hello, Goodbye"                         | 24 november 1967 |
| "Lady Madonna"                           | 15 maart 1968    |
| "Hey Jude"                               | 30 augustus 1968 |
| "Get Back"                               | 11 april 1969    |
| "The Ballad of John and Yoko"            | 30 mei 1969      |
| "Something"/"Come Together"              | 31 oktober 1969  |
| "Let It Be"                              | 6 maart 1970     |
| "Yesterday"                              | 5 maart 1976     |